# 獄卒
獄卒（ごくそつ。簡体字中国語: 狱卒）は、地獄にいる異形で、様々な責め苦をもって亡者を苦しめるとされる。いわゆる地獄の鬼。閻羅人。閻魔卒。転じて、囚人を直接取り扱う下級の役人。獄吏。牢番。看守。